# Callomyia dives
Callomyia dives är en tvåvingeart som först beskrevs av Zetterstedt 1838.  Callomyia dives ingår i släktet Callomyia och familjen svampflugor. Arten är reproducerande i Sverige. Inga underarter finns listade i Catalogue of Life.